# ذاكرة
الذاكرة هي إحدى قدرات الدماغ التي تُمكِّنه من تخزين المعلومات واسترجاعها. وتدرس الذاكرة في حقول علم النفس الإدراكي وعلم الأعصاب. وهناك عدة تصنيفات للذاكرة بناء على مدتها، طبيعتها واسترجاعها للحالات الشعورية.
تعد الذاكرة أمرًا حيويًا للتجارب وذات صلة بالجهاز النطاقي، هي عملية الاحتفاظ بالمعلومات لمدة من الزمن لغرض التأثير على الأفعال المستقبلية. إذا كنا لا نستطيع تذكر الأحداث السابقة، لن نکون قادرین علی أن نطور اللغة، العلاقات، أو الهوية الشخصية.
غالبًا ما تفهم الذاكرة على أنها نظام معالجة معلومات لها وظائف صريحة وضمنية مكونة من معالجات حسية، ذاكرة قصيرة الأمد وذاكرة طويلة الأمد. من الممكن أن ترتبط الذاكرة بالخلايا العصبية. تساعد المعالجات الحسية على الشعور بالمعلومات من العالم الخارجي على شكل إيعازات فيزيائية وكيميائية، والتعامل معها على أساس مستويات مختلفة من التركيز والعزم. تعمل الذاكرة قصيرة الأمد كمعالج ترميز وإسترجاع. تشفر المعلومات التي تكون على هيئة إيعازات وفقًا للوظائف الصريحة والضمنية من قبل معالج الذاكرة قصيرة الأمد. تقوم الذاكرة قصيرة الأمد كذلك باسترجاع معلومات من مواد مخزونة سابقًا. وأخيرًا، وظيفة الذاكرة طويلة الأمد هي تخزين البيانات من خلال نماذج وأنظمة مختلفة.
تُعرف الأنظمة الصريحة والضمنية للذاكرة على أنها أنظمة تصريحية وغير تصريحية. تتضمن هذه الأنظمة نوايا ذات معنى لإسترجاع وخزن الذاكرة، أو قلة ما إلى ذلك. الذاكرة الصريحة هي الخزين الإدراكي والبيانات المتعلقة بالذكريات. وتحت الذاكرة الصريحة تكمن الذاكرة الدلالية والعرضية. تشير الذاكرة الدلالية إلى الذاكرة التي ترمز بمعنى معين، في حين أن الذاكرة العرضية تشير إلى المعلومات التي يتم تشفيرها على طول المستوى الزماني والمكاني. الذاكرة الصريحة هي العملية الأساسية التي يشار إليها عند الإشارة إلى الذاكرة.
الذاكرة ليست معالج مثالي، وتتأثر بالعديد من العوامل. الطريقة التي تُرمز وتحفظ فيها المعلومات من الممكن أن تتعرض للتلف. إن مقدار الاهتمام الذي يعطى إلى إيعاز جديد من الممكن أن يقلل مقدار المعلومات التي يتم ترميزها لغرض الحفظ. ومن الممكن ان تتلف عملية الحفظ بسبب الضرر المادي لمناطق الدماغ المرتبطة بحفظ الذاكرة مثل قرن آمون.

## الذاكرة القصيرة جدا
تعمل الإشارات الحسية الآتية من أحد الحواس على إثارة مواقع حسية محددة في الدماغ. ففي حالة الرؤية مثلا تثير الإشارات الآتية من العين مواقعا محددة في مكان لم يستطيع الإنسان في التوصل له.
فإذا كانت الذاكرة متعلقة بأحد حفلات الزواج، يكون محتوى الذاكرة القصيرة جدا ممثلا بنفس الشدة. أي يمكن أن نتذكر العروسين وآباء العروسين والضيوف وأين يجلسون بالتفصيل.

## الذاكرة القصيرة
بعد مرور أجزاء من الثانية تختفي معظم المعلومات من الدماغ، في الوقت الذي تخزن تلك المعلومات المرتبطة بالحدث «اليوم يوم زفاف» في جزء الدماغ الأمامي، خلف الجبهة مباشرة. كما ينقل الحصين (الهيبوكامبوس) بعض تلك المعلومات للتخزين في مركز الانفعال في الدماغ لمدة طويلة. تقتصر الذاكرة القصيرة في هذه الحالة على العروسين والأبوين وقلة من الحاضرين.

## الذاكرة الطويلة
توجد انطباعات إشارات الرؤية مخزونة في عدة روابط عصبية، تلك الانطباعات هي ذات الأهمية والتي قاومت الضياع: صورة العروس ووجه الأب، كما نتذكر بعض زوار الحفل، دون أن نتذكر أين كانوا جالسين.
بينما السرد المفصل في ذاكرة المدى الطويل هو ربط معلومات جديدة إلى نفسك، فالنفس، بعبارة أخرى، قد يتم استعمالها كشيء مساعد للذاكرة. فأنت تربط المعلومات بما تعرفه في الوقت الحالي وتكون ارتباطات؛ فأنت تسهب في المعلومات الجديدة بتذكرك للمعلومات التي قد خزنتها ذاكرتك ذات المدى الطويل بالفعل.

## تثبيت الذاكرة

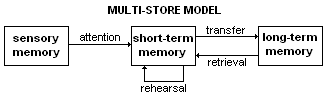
الإشارة الحسية تنتقل إلى الذاكرة القصيرة ويمكن تكرارها

هناك مراكز مختلفة للذاكرة في الدماغ.
بالتكرار والتدريب rehearsal تكون الطريقة الوحيدة التي تنتقل بواسطتها المعلومات إلى الذاكرة الطويلة. إلا أنه توجد أيضا حالات نتذكرها من دون التدريب والتكرار.
ويبين البحث أن الذاكرة القصيرة قابلة للتقسيم بين معلومات مرئية ومعلومات سمعية وغيرها. (ويوجد فعلا بين المصابين بفقد الذاكرة القصيرة، فبعضهم يتذكر الصور، في نفس الوقت لا يتذكر الكلمات أو الأعداد التي سمعها).
كما يوجد بعض التحفظات على نموذج أتكينسون وشيفرين حيث اقترحا وجود مركز واحد لمختلف أنواع المؤثرات الحسية، فقد ثبت بالبحث العلمي بوجود مراكز متعددة في الدماغ لتخزين إشارات السمع والبصر والحواس الأخرى مثل حاسة التذوق.

## النوم والذاكرة
اتضح أن المخ يعمل أثناء النوم بنشاط. وكما يقول الدكتور يان بورن من جامعة لوبيك بألمانيا:" خلال النهار يقوم المخ بحفظ المعلومات في مخزن مؤقت، ثم يبدأ في تفصيلها وتجهيزها أثناء النوم لإيداعها في الذاكرة الطويلة. وفي الذاكرة الطويلة تنسّق المعلومات وتُربط مع معلومات أخرى سابقة. ويفرغ المخزن المؤقت معلوماته ويستطيع بذلك تخزين معلومات جديدة أثناء الصحيان عبارة عن معلومات وتأثيرات تتوالى عليه بسرعة كبيرة. ثم تأتي عملية تنسيق المعلومات والانطباعات في الذاكرة الطويلة التي يقوم بها المخ أثناء النوم تكون أحسن ما يمكن أثناء النوم العميق.
كما يستطيع المخ إظهار حلا لمشكلة أثناء النوم أو حتى حلا لمسألة رياضية لم تخطر على بال صاحبها وهو مستيقظ. ولكن يكون الحل مبنيا هو الآخر على ما سبق وأن تعلمه الشخص أثناء اليقظة. أي أن لا شيء يُنتج من لا شيء.

## النسيان
يفرق المختصون بين نوعين من النسيان: نوع تختفي معه المعلومات. وفي النوع الثاني لا تكون المعلومات قد اختفت كلية وإنما يصعب التوصل إليها بسبب تراكم معلومات جديدة عليها. والمهم في ذلك أن تكون المعلومات قد انتقلت من الذاكرة المؤقتة القصيرة إلى الذاكرة الطويلة، إذ أن كل الانطباعات والمعلومات تخزن أولا في الذاكرة القصيرة المؤقتة حيث ينشط تبادل إشارات كهربية بين نحو 100 مليار من الخلايا العصبية. وينشط كل انطباع مجموعة معينة من النيرونات. إلا أن الذاكرة القصيرة لها سعة محدودة على الاحتفاظ بالمعلومات بحيث تأخذ معلومات جديدة مكان معلومات قبلها مثل السبورة التي تكتب وتمسح ثم تُكتب من جديد. ويصل جزء قليل من تلك المعلومات والانطباعات إلى الذاكرة الطويلة، بينما يضيع الجزء الآخر ويُنسى.
تخزن المعلومات والانطباعات فعلا في الذاكرة الطويلة وتترك أثرا ماديا في خلايا الدماغ. تنشأ ارتباطات جديدة بين الخلايا العصبية، وتزداد عدد الارتباطات في شبكة النويرونات.

## الذاكرة بناء
يعتبر التعلم عملية بناء تتم في الدماغ، ولهذا نجد التكرار يساعد على النجاح. يعمل تكرار المعلومات على توسيع مسارات التواصل بين العصبونات فتصبح طرقا سريعة عريضة. ويحتاج الدماغ نحو 48 ساعة لتخزين معلومات في الذاكرة الطويلة، ويتم جزءا كبيرا من ذلك النشاط أثناء النوم. أي أن النوم يقوي الذاكرة الطويلة، بينما لا يساعد تكاثر الانطباعات والمعلومات على التخزين. تزايد الانطباعات والمعلومات في فترة وجيزة يصعّب عملية التخزين، ويصعّب عملية تحول المعلومات إلى مادة في شبكة العصبونات في الدماغ.
مثال على ذلك طفل تحكي أمه له قصتين الواحدة تلو الأخرى. يتذكر الطفل القصة الثانية أحسن من القصة الأولى وذلك بسبب تراكم معلومات القصة الثانية على معلومات القصة الأولى. ويسمي الإخصائيون ذلك «بالتداخل» بين المعلومات حيث تخزن المعلومات الجديدة فوق معلومات قبلها.
وكلما زاد معدل انصباب المعلومات كلما قلت إمكانية الدماغ في معاملتها ويقل بذلك تذكرها فيما بعد.
فمثلا يحل رقم الهاتف الجديد مكان الرقم القديم الذي يصعب تذكره. ولكن تلك المعلومات لا تضيع، وإنما خزنت معلومات فوقها وأصبح الوصول إليها صعبا. كذلك المعلومات التي لا نستخدمها، تضعف سجلاتها وتُنسى، ولكنها لا تختفي تماما، حيث يسهل تعلم واسترجاع ما نسيناه عن تعلم شيء جديد. وكثير منا يعرف توازن قيادة الدراجة أو الجري بقبقاب العجل حيث يستعيد المرء تلك القدرات بسهولة بعد فترة غياب عن ممارستها طويلة. فنقاط التشابك بين الخلايا العصبية التي تنشأ أثناء التعلم تصبح غير نشطة بعدم المزاولة، لكنها لا تتلاشى تماما.
قوانين الذاكرة: ولكن ما الذي يفصل في مسألة تخزين معلومات في الذاكرة الطويلة ؟ وكيف نستطيع التأثير على تلك العملية ؟ نجد أن المعلومات والانطباعات التي تنتقل من الذاكرة القصيرة إلى الذاكرة الطويلة يختلف من شخص إلى شخص، وهي تتعلق بعدة مسائل: التقدير الشخصي والأهمية الانفعالية وتلك تختلف من شخص إلى شخص. كذلك إذا كانت هناك أيضا معرفة ومعلومات سابقة متعلقة بنفس الموضوع، فيقول الشخص «صحيح، أنا أعرف هذا». ويحدث الفصل خلال جزء من الثانية ولا يمكن التحكم فيه. وتخزن المعلومات تخزينا جيدا ويسهل تذكرها إذا كانت مقترنة بتشغيل عدة حواس أو مقترنة بانفعال قوي. ويقوم هرمون معين يسمى «دوبامين» بدور رئيسي في عملية التخزين. وهو مادة ناقلة في الدماغ ويسمى أحيانا «هرمون السعادة» يفرز بغزارة لتشجيعنا على حل المسائل والمداومة على تعلم الجديد. ويعطينا شعورا بالرضاء عند تغلبنا على مسألة عويصة. ويقوم الدوبامين بنقل المعلومات بين الخلايا العصبية ويحفز النشاط العقلي. والمعلومات التي تصل الذاكرة القصيرة تحت تأثير هرمون الدوبامين تصل وتخزن في الذاكرة الطويلة بسهولة. ذلك يفسر أن بعض الأشياء التي نفعلها لأول مرة تخزّن في الذكرة الطويلة ولا ننساها. من تلك الأشياء التي لا تُنسى: أول قيادة للدراجة، وأول تصييف على ساحل البحر والقبلة الأولى، كلها أشياء يتذكرها الإنسان أيضا في شيخوخته. ويتعلق إفراز هرمون السعادة، الدوبامين، بانشغالنا بمسألة جديدة.
فإذا قل النشاط على تعلم الجديد، تتخاذل الروابط بين الخلايا العصبية بنفس سرعة نشأتها، وتنسى المعلومات. كما أن مزاولة حركة سهلة أثناء التعلم يساعد على التذكر: مثل وضع خطوط تحت الكلمات المهمة أو تعليم بعض الكلمات أو الأرقام بدوائر أثناء القراءة. فإن تلك الحركات البسيطة ترفع مستوى الدوبامين وينشط الدماغ ويحث على الاستمرار في مزاولة النشاط العقلي. ويحبذ أن يبدأ المرء بحل مسألة سهلة، ثم الأصعب، فالأصعب. فيشعر المرء بالسعادة ولذلك يسمى الدوبامين «هرمون السعادة».

## الوراثة
دراسة علم الوراثة في الذاكرة البشرية في مهدها، ولكن هناك نجاحا ملحوظا في الأولية الرابطة APOE مع ضعف الذاكرة في مرض الزهايمر. البحث عن الجينات المرتبطة مع الذاكرة مستمرة. واحد من المرشحين للتباين الطبيعي في الذاكرة هو الجين KIBRA ، والتي يبدو أن dترافق مع معدل السرعة التي يتم نسيان المواد خلال فترة التأخير.
و هذا كذب

## الطفولة
حتى منتصف ثمانينات القرن الماضي كان يعتقد ان الرضع لا يستطيعون ترميز، الحفاظ على، أو إسترجاع المعلومات. تشير مجموعة متزايدة من الأبحاث إلى ان الرضع في عمر 6 أشهر يستطيعون تذكر المعلومات بعد مرور 24 ساعة. علاوة على ذلك، أظهرت الأبحاث انه كلما كبر الأطفال، كلما تمكنوا من خزن المعلومات لفترات زمنية أطول؛ يمكن للأطفال في عمر 6 أشهر تذكر الأحداث بعد مرور 24 ساعة، بينما يتذكر الأطفال ممن أعمارهم 9 أشهر الأحداث بعد مرور 5 أسابيع، ويتذكر الأطفال الذين أعمارهم 20 شهر ألأحداث حتى بعد مرور 12 شهر. بالإضافة إلى ذلك، أظهرت الدراسات انه عند ازدياد العمر تزداد سرعة خزن المعلومات. في حين ان الأطفال الذين تبلغ أعمارهم 14 شهر يستطيعون تذكر تسلسل من ثلاثة أحداث بعد التعرض له مرة واحدة، يحتاج الأطفال بعمر 6 أشهر إلى التعرض للحدث حوالي ستة مرات ليتمكنوا من تذكره.

## الشيخوخة
أحد أكثر الأمور المسببة للقلق بالنسبة لمن يمر بمرحلة الشيخوخة هو فقدان الذاكرة، لان هذه الحالة هي السمة المميزة لمرض ألزهايمر. على كل حال، يختلف فقدان الذاكرة في مرحلة الشيخوخة عن هذا الذي يحدث في مرض الزهايمر بطريقة نوعية. أظهرت الدراسات ان الأداء الفردي لمهام الذاكرة والذي يعتمد على المناطق الجبهية يقل بازدياد العمر. يميل كبار السن إلى إظهار عجز في المهام التي تتضمن معرفة الترتيب الزمني الذي تعلموا فيه المعلومات؛ مهام الذاكرة التي تتطلب منهم تذكر مواقف أو سياقات معينة بنفس الطريقة التي تعلموا بها المعلومات؛ ومهام الذاكرة المستقبلية التي تتضمن تذكر القيام بفعل ما في المستقبل.

## الاضطرابات
ان معظم المعلومات المتوفرة حاليًا عن الذاكرة قد جاءت من دراسة اضطرابات الذاكرة، وبالأخص فقدان الذاكرة. قد يحدث فقدان الذاكرة بسبب ضرر في: مناطق الفص الصدغي الوسيط مثل قرن آمون، التليف المسنن، المرفد، اللوزة، القشرة المجاورة للحصين، القشرة الشمية الداخلية والخارجية، أو مناطق للدماغ البيني مثل النَّواةُ الوِطائِيَّةُ الظَّهْرانِيَّةُ للمهاد والمناطق الحلمية في منطقة ما تحت المهاد. هنالك أنواع عديدة من اضطرابات فقدان الذاكرة، وعن طريق دراسة الأنواع العديدة، أصبح من الممكن ملاحظة العيوب الواضحة في الأنظمة الثانوية لجهاز الذاكرة في الدماغ، وبالتالي افتراض وظائفها في الدماغ الذي يعمل بصورة طبيعية. من الممكن ان تؤثر الاضطرابات العصبية الأخرى مثل مرض الزهايمر وباركنسون على الذاكرة والمعرفة. هايبرثيميسيا أو فرط الإستذكار هو اضطراب يؤثر على ذاكرة السيرة الذاتية، والذي يؤدي إلى جعل المصابين به غير قادرين على نسيان التفاصيل الصغيرة التي من المفترض ان لا تخزن. متلازمة كورساكوف هي مرض عضوي في الدماغ يؤثر على الذاكرة بصورة عكسية عن طريق تقليص عدد الخلايا العصبية في منطقة قشرة الفص الجبهي.

## اقرأ أيضا
- تعلم عن غيب
- قصر الذاكرة
- ذاكرة طويلة الأمد
- اضطراب تذكر الماضي